# بير كندي
بير كندي هي قرية في مقاطعة خوي، إيران. عدد سكان هذه القرية هو 1,302 في سنة 2006.